# Rewolwer Korth Combat
Korth Combat – niemiecki rewolwer sześciostrzałowy produkcji Korth GmbH.